# Jan Ejankowski
Jan Ejankowski (ur. 12 grudnia 1929 w Sarnowie, zm. 28 listopada 2015) – polski nauczyciel i regionalista, związany z Kociewiem.

## Życiorys
Pochodził z rodziny miejscowego organisty. Po zakończeniu II wojny światowej podjął naukę w gimnazjum w Gniewie. Wówczas to związał się z antykomunistycznym "Związkiem Mścicieli Polski", za działalność w którym został aresztowany na dwa lata. Po odbyciu kary kontynuował naukę, zdając egzamin maturalny w 1951 roku. Jeszcze przed maturą rozpoczął pracę nauczyciela w Kopytkowie i Lalkowach, gdzie uczył do 1956 roku, kiedy to przeniósł się do Piaseckiego Pola. Równolegle do pracy zawodowej kontynuował naukę w Wyższej Szkole Pedagogicznej w Gdańsku, na której to uczelni obronił pracę magisterską, napisaną pod kierunkiem prof. Wacława Odyńca.
Jeszcze podczas pracy w Lalkowach rozpoczął działalność animatora kultury, zakładając w 1952 roku ludowy zespół śpiewaczy. Po przenosinach do Piaseckiego Pola założył kolejny zespół, z którym przygotował wystawioną w 1959 roku inscenizację widowiska "Wesele Kociewskie" na motywach twórczości ks. Bernarda Sychty. Przedstawienie to zostało wystawione na scenach miast Kociewia i Pomorza. W latach 60. XX wieku Jan Ejankowski przeniósł się do Piaseczna, gdzie zaangażował się w tworzenie placówki muzealnej. Owocem tych wysiłków było otwarcie w 1966 roku izby regionalnej, przekształconej w 1970 roku w Społeczne Muzeum Regionalne. W latach 1976–1977 powstał nowy gmach placówki, która z czasem przyjęła nazwę Muzeum Historii Polskiego Ruchu Ludowego, obecnie działającego jako oddział muzeum warszawskiego. W tym okresie Jan Ejankowski pełnił funkcję kustosza muzeum, a w Towarzystwie Miłośników Ziemi Tczewskiej pełnił funkcję wiceprezesa. Opublikował także szereg artykułów o tematyce związanej z historią ziemi gniewskiej.
W latach 80. XX wieku, po przejściu na emeryturę zaangażował się w prowadzenie zespołu ludowego "Kociewskie Pasiaki", powstałego w 1984 roku. Na kanwie tej działalności, dekadę później zorganizował w Piasecznie festiwal twórczości ludowej, z którego z czasem wyewoluowały dwie cykliczne imprezy: Przegląd Kociewskich Zespołów Folklorystycznych ku czci Władczyni Kociewia oraz Przegląd Zespołów Folklorystycznych Północnej Polski ku czci Królowej Pomorza i Matki Jedności. Działał również w piaseczyńskim oddziale Zrzeszenia Kaszubsko-Pomorskiego. Za swą działalność był wielokrotnie odznaczany, otrzymał również tytuł Honorowego Obywatela Miasta i Gminy Gniew.
Po śmierci został pochowany na cmentarzu parafialnym w Piasecznie.

## Wybrane publikacje
- Zarys dziejów Kółka Rolniczego w Piasecznie (1862-1987) (1987),
- Sanktuarium Maryjne w Piasecznie w latach 1967-2007 (2008),
- Krwawa Kociewska Jesień 1939 na ziemi gniewskiej (2011).